# Зекарский перевал (Большой Кавказ)
Зека́рский перева́л (груз. ზეკარა, осет. Зикъарайы æфцæг) — перевал через Двалетский хребет (часть Главного Кавказского хребта) на границе России (Северная Осетия) и Южной Осетии (Грузии).